# Eishockeyverband der Kirgisischen Republik
Der Eishockeyverband der Kirgisischen Republik ist der nationale Eishockeyverband Kirgisistans. 

## Geschichte
Der Verband wurde am 14. Mai 2011 in die Internationale Eishockey-Föderation aufgenommen. Der Verband gehört zu den assoziierten Mitgliedern der IIHF und hat daher in deren Vollversammlung kein Stimmrecht. Aktueller Präsident ist Anwar N. Omorkanow. 
Der Verband kümmert sich überwiegend um die Durchführung der Spiele der kirgisischen Eishockeynationalmannschaft. Zudem organisiert der Verband den Spielbetrieb der kirgisischen Eishockeyliga.